# 悪魔をやっつけろ
『悪魔をやっつけろ』（あくまをやっつけろ、Beat the Devil）は1953年に公開された冒険コメディ映画。 

## キャスト
- ハンフリー・ボガート
- ジェニファー・ジョーンズ
- ジーナ・ロロブリジーダ
- ロバート・モーレイ
- ピーター・ローレ
- エドワード・アンダーダウン